# Усть-Нацигун
Усть-Нацигун — село в Карымском районе Забайкальского края России. Входит в состав сельского поселения «Кайдаловское».

## География
Село находится в центральной части района, на левом берегу реки Ингода, на расстоянии примерно 23 км (по прямой) к востоку-северо-востоку (ENE) от посёлка городского типа Карымское. Абсолютная высота — 569 м над уровнем моря. Площадь населенного пункта составляет 0,169 км².
Климат
Климат характеризуется как резко континентальный, сухой. Средняя температура самого холодного месяца (января) составляет −20 — −25°С, температура самого тёплого (июля) — 18°С. Среднегодовое количество атмосферных осадков составляет около 400 мм.
Часовой пояс
Село Усть-Нацигун находится в часовой зоне МСК+6. Смещение применяемого времени относительно UTC составляет +9:00.

## История
Населенный пункт был основан в 1677 году оседлыми тунгусами князя Гантимура и первоначально назывался Кокуйское. В 1822 году поселение вошло в состав Урульгинской инородной управы Урульгинской степной Думы.

## Население
| 1852 | 1989 | 2002 | 2010 | 2021 |
| ---- | ---- | ---- | ---- | ---- |
| 58   | ↘47  | ↘45  | →45  | ↘35  |

Половой состав
По данным Всероссийской переписи населения 2010 года, в гендерной структуре населения мужчины составляли 53,3 %, женщины — соответственно 46,7 %.
Национальный состав
Согласно результатам переписи 2002 года, в национальной структуре населения русские составляли 91 % из 45 чел.

## Улицы
Уличная сеть села состоит из двух улиц (ул. Дорожная и ул. Набережная). 